# Košarkaški klub Cedevita Zagreb 2012-2013
Questa voce raccoglie le informazioni riguardanti il Košarkaški klub Cedevita Zagreb nelle competizioni ufficiali della stagione 2012-2013.

## Stagione
La stagione 2012-2013 del Košarkaški klub Cedevita Zagreb è l'11ª nel massimo campionato croato di pallacanestro, la Prva hrvatska košarkaška liga.

## Roster
Aggiornato al 18 novembre 2022.
| Cedevita Zagreb 2012-13 | Cedevita Zagreb 2012-13 |
| Giocatori               | Staff tecnico           |
| ----------------------- | ----------------------- |

| N. | Naz.                                                   | Ruolo | Nome                | Anno | Alt.   | Peso   |  |
| -- | ------------------------------------------------------ | ----- | ------------------- | ---- | ------ | ------ |  |
| 4  | Croazia (bandiera)                                     | G     | Marko Car           | 1985 | 188 cm | 90 kg  |  |
| 5  | Croazia (bandiera)                                     | P     | Roko Rogić          | 1992 | 187 cm | 80 kg  |  |
| 7  | Stati Uniti (bandiera)                                 | G     | Bracey Wright       | 1984 | 191 cm | 91 kg  |  |
| 8  | Serbia (bandiera)                                      | AG    | Predrag Šuput       | 1977 | 200 cm | 103 kg |  |
| 9  | Croazia (bandiera)                                     | AP    | Luka Babić          | 1991 | 201 cm | 98 kg  |  |
| 11 | Croazia (bandiera)                                     | AP    | Karlo Lebo          | 1994 | 193 cm |        |  |
| 12 | Croazia (bandiera)                                     | C     | Lukša Andrić        | 1985 | 208 cm | 118 kg |  |
| 13 | Croazia (bandiera)                                     | AG    | Ivan Buva           | 1991 | 208 cm | 108 kg |  |
| 14 | Croazia (bandiera)                                     | C     | Goran Suton         | 1985 | 208 cm | 108 kg |  |
| 15 | Croazia (bandiera)                                     | C     | Miro Bilan          | 1989 | 213 cm | 120 kg |  |
| 16 | Macedonia del Nord (bandiera) · Slovenia (bandiera)    | P     | Vlado Ilievski      | 1980 | 188 cm | 82 kg  |  |
| 20 | Francia (bandiera)                                     | AP    | Mickaël Gelabale    | 1983 | 201 cm | 98 kg  |  |
| 23 | Bosnia ed Erzegovina (bandiera) · Croazia (bandiera)   | C     | Jusuf Nurkić        | 1994 | 210 cm | 117 kg |  |
| 33 | Croazia (bandiera)                                     | GA    | Marko Tomas         | 1985 | 201 cm | 95 kg  |  |
| 44 | Stati Uniti (bandiera) · Macedonia del Nord (bandiera) | P     | Marques Green       | 1982 | 165 cm | 75 kg  |  |
| 45 | Croazia (bandiera)                                     | AP    | Marino Baždarić (C) | 1978 | 197 cm | 95 kg  |  |
| 55 | Bosnia ed Erzegovina (bandiera)                        | A     | Ante Mašić          | 1985 | 200 cm | 100 kg |  |
|    | Stati Uniti (bandiera)                                 | PG    | Derwin Kitchen      | 1986 | 193 cm | 90 kg  |  |

| Allenatore |
| - Božidar Maljković (fino al 20 novembre) - Jakša Vulić - Aza Petrović - Jakša Vulić                                       |
| Assistente/i |
| - Jakša Vulić (fino al 20 novembre e dal 26 novembre fino al 3 marzo) Legenda - (C) Capitano - (IN) Inattivo - Infortunato |

## Mercato

### Sessione estiva
| Acquisti | Acquisti         | Acquisti          | Acquisti      | Acquisti |
| R.       | Nome             | da                | Modalità      |          |
| -------- | ---------------- | ----------------- | ------------- | -------- |
| P        | Marques Green    | Scandone Avellino | definitivo    |          |
| AG       | Predrag Šuput    | Bamberger         | definitivo    |          |
| C        | Lukša Andrić     | Galatasaray       | definitivo    |          |
| AP       | Luka Babić       | Spalato           | definitivo    |          |
| G        | Bracey Wright    | Saragozza         | definitivo    |          |
| GA       | Marko Tomas      | Fenerbahçe        | definitivo    |          |
| P        | Vlado Ilievski   | Anadolu Efes      | definitivo    |          |
| C        | Goran Suton      | Cibona Zagabria   | definitivo    |          |
| AP       | Mickaël Gelabale | Chimki            | definitivo    |          |
| C        | Jusuf Nurkić     | Free agent        | definitivo    |          |
| P        | Roko Rogić       | Alkar             | definitivo    |          |
| C        | Ivan Buva        | Križevci          | fine prestito |          |
| C        | Filip Kraljević  | Zabok             | fine prestito |          |

| Cessioni | Cessioni          | Cessioni          | Cessioni       | Cessioni |
| R.       | Nome              | a                 | Modalità       |          |
| -------- | ----------------- | ----------------- | -------------- | -------- |
| AG       | Vedran Vukušić    | Spalato           | fine contratto |          |
| A        | Tomislav Petrović | KK Zagabria       | fine contratto |          |
| P        | Dontaye Draper    | Real Madrid       | fine contratto |          |
| GA       | Chris Warren      | Scandone Avellino | fine contratto |          |
| C        | Dalibor Bagarić   | Al-Riyadi Beirut  | fine contratto |          |
| A        | Ivan Opačak       | Turów Zgorzelec   | fine contratto |          |
| AG       | Matjaž Smodiš     | Free agent        | fine contratto |          |
| AG       | Chris Owens       | Free agent        | fine contratto |          |
| PG       | Vedran Princ      | Free agent        | fine contratto |          |
| G        | Jakov Mustapić    | Zabok             | prestito       |          |
| P        | Martin Junaković  | Građanski Šibenik | fine contratto |          |
| C        | Filip Kraljević   | Spalato           | fine contratto |          |

### Dopo l'inizio della stagione
| Acquisti | Acquisti       | Acquisti        | Acquisti         | Acquisti   |
| R.       | Nome           | da              | Data             | Modalità   |
| -------- | -------------- | --------------- | ---------------- | ---------- |
| PG       | Derwin Kitchen | Panathīnaïkos   | 24 dicembre 2012 | prestito   |
| A        | Ante Mašić     | Cibona Zagabria | 2 gennaio 2013   | definitivo |

| Cessioni | Cessioni         | Cessioni       | Cessioni         | Cessioni    |
| R.       | Nome             | a              | Data             | Modalità    |
| -------- | ---------------- | -------------- | ---------------- | ----------- |
| AP       | Mickaël Gelabale | Valencia       | 14 dicembre 2012 | rescissione |
| P        | Marques Green    | Olimpia Milano | 30 dicembre 2012 | rescissione |
| C        | Jusuf Nurkić     | Zara           | 5 gennaio 2013   | prestito    |
| G        | Marko Car        | KK Zagabria    | 8 gennaio 2013   | rescissione |